# Schilf (Roman)
Schilf ist ein Kriminalroman von Juli Zeh (* 1974), in dem zwei elitäre Physiker und ihre abstrakten Konzepte von Zeit und Wirklichkeit mit der Realität konfrontiert werden. Aus der abstrakten Kontroverse um Grundkonzepte der modernen Physik entwickelt sich ein Desaster aus Kindesentführung, Mord und zerstörten menschlichen Beziehungen.

## Inhalt
Juli Zeh stellt ihrem Roman einen „Prolog“ voran, der mit vagen Vorausdeutungen Spannung erzeugt.

„Ein Kommissar, der tödliches Kopfweh hat, eine physikalische Theorie liebt und nicht an den Zufall glaubt, löst seinen letzten Fall. Ein Kind wird entführt und weiß nichts davon. Ein Arzt tut, was er nicht soll. Ein Mann stirbt, zwei Physiker streiten, ein Polizeiobermeister ist verliebt.“

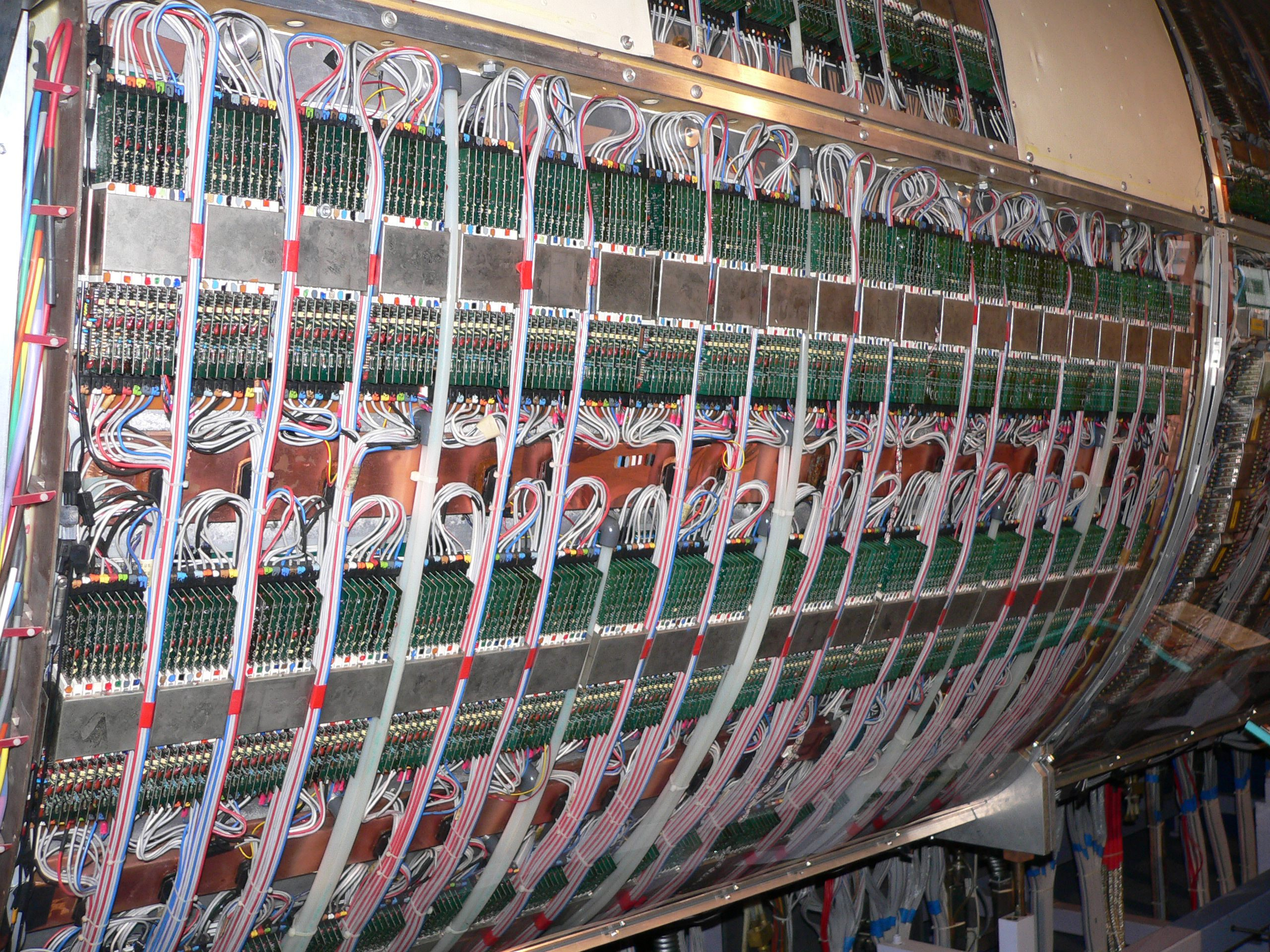
Ausstellung Mikrokosmos beim CERN

Hauptfiguren des Romans sind die beiden elitären Physiker Sebastian und Oskar, die sich seit ihrem Studium in Freiburg im Breisgau kennen und lieben. Doch Sebastian fühlt sich am Ende des Studiums von der Dauerkonkurrenz mit dem genialeren Oskar überfordert und flüchtet in die Ehe mit der wunderschönen und erfolgreichen Galeristin Maike. Mit Maike und dem gemeinsamen Sohn Liam führt er ein glückliches Familienleben in Freiburg, wo ab und an Oskar als Gast auftaucht. Physikalisch hat sich Sebastian zum Ärger Oskars auf die exotische Viele-Welten-Theorie spezialisiert, die als wissenschaftliche Sackgasse gilt. Oskar haben seine bahnbrechenden Forschungen zum Wesen der Zeit an das berühmte Schweizer Forschungsinstitut CERN geführt, wo er daran arbeitet, „die Quantenmechanik mit der allgemeinen Relativitätstheorie zu vereinigen“.
Aus dieser Figurenkonstellation entwickelt sich ein dramatischer Konflikt. Auf der Fahrt in ein Ferienlager wird Liam entführt und ein Erpresser fordert Sebastian scheinbar auf, einen Mediziner zu töten, wenn er seinen Sohn lebend wiedersehen will: „Dabbeling muss weg“ lautet die Aufforderung. Dieser Arzt Dabbeling ist nicht nur in einen Medizinskandal verwickelt, sondern als Freund der Frau Sebastians auch Gegenstand seiner Eifersucht. Nachdem Sebastian diesen Mord verübt hat, übernimmt der ebenfalls geniale Kommissar Schilf, der von einer tödlichen Erkrankung gezeichnet ist, die Ermittlungen.
Schilfs Nachforschungen beginnen im Umfeld des Krankenhauses, in dem Dabbeling gearbeitet hat, verlagern sich aber immer mehr hin zu Sebastian. In Genf, wo Schilf Oskar besucht, löst er den Fall letztlich; Sebastian hatte die Aufforderung Oskars missverstanden: „Doublethink muss weg“ hatte sie gelautet, womit Oskar sowohl eine Kritik an der von Sebastian verfochtenen Viele-Welten-Theorie als auch ein Ausdruck seiner Eifersucht auf die Liebe Sebastians zu Liam ausdrücken wollte. Schilf inszeniert die Überführung Oskars als eine Reinszenierung des Mordes an Dabbeling, um Oskar seinem „inneren Richter“ zuzuführen.

## Themen
Das grundlegende Motiv, das sich wie ein roter Faden durch die gesamte Handlung zieht, ist der Einfluss des Beobachters auf den Gegenstand seiner Beobachtung.

„Seit etwa einem Jahrhundert beginnt sich in der Quantenphysik die philosophische Idee des Konstruktivismus zu spiegeln. Ausgerechnet in der Naturwissenschaft, da, wo man immer gesagt hat, man entdecke objektive Wahrheiten! Auf einmal gibt es Physiker, die sagen: ‚Hoppla, genau das ergibt sich im Experiment. Der Beobachter hat Einfluss auf das Beobachtete!‘ Diesen Kreuzungspunkt finde ich bahnbrechend, darüber komme ich nicht hinweg.“

Im Roman sind es hauptsächlich Vögel, denen die Rolle des Beobachters zukommt. So sind es zu Beginn der Handlung die Berge, welche einige Vögel als Beobachter nach Freiburg entsenden, während vor Sebastians Haus zwei Enten, Bonnie und Clyde, stets das Geschehen im Blick haben. Rita Skura, die sich von den Vögeln beobachtet fühlt, hält sich eine Katze als Vogelscheuche.
Der wichtigste auftretende Beobachter, der auch tatsächlich im Roman so genannt wird, ist eine Stimme in Schilfs Kopf, die Denken und Handeln des Kommissars kommentiert. Schilf findet nach einer medizinischen Untersuchung dessen „Sitz“ in Form eines Hirntumors, den er als Vogelei bezeichnet. Das „Schlüpfen“ des Beobachters, der als Vogel aufsteigt und zugleich Schilfs Tod bewirkt, kann so gedeutet werden, dass Schilfs Existenz von der Beobachtung abhängig war. Umgekehrt befürchtet Schilf kurzzeitig, dass sich seine Freundin bei der Begegnung mit Sebastian, einem unabhängigen Beobachter, spontan auflösen und verschwinden könnte. Klaus Zeyringer führt hierzu aus:

„Das erste Kapitel beginnt mit einem Anflug, der Epilog mit einem Abflug. ‚Die Vögel erstatten den Bergen Bericht‘, heißt es im vorletzten Satz. Das Vogelmotiv ist zur Erzählperspektive verdichtet, und dieser steht gelegentlich für Sebastian die Perspektive von Ameisen, für den Kommissar jene eines Schmetterlings gegenüber. [...] Die Welt sei so, wie sie sei, meint er [der Kommissar], ‚weil es Beobachter gibt, die ihr beim Existieren zusehen‘. Betrachten, berichten – und die Frage, was wirklich, was wahr sei.“

Nicht zuletzt tritt das Beobachtermotiv aber auch in einer für einen Kriminalroman ganz klassischen Form auf: Sebastian wird kurz vor dem Mord an Dabbeling von einem Insektenkundler gesehen.
Ein weiteres wichtiges Thema des Romans ist „die Frage der Schuld“. Mit dem genialen Physiker Oskar entwirft Juli Zeh einen Menschen, der sich über alle moralischen Fragen stellt, und versucht, alle Entscheidungen aus einer Art von mathematischem Kalkül zu treffen. Dennoch ist es gerade sein kühl geplantes menschliches Experiment, das den Mord Sebastians und die Schuldverstrickungen auslöst. Ironischerweise ist es dabei auch Oskars Ziel gewesen, die Bedeutungslosigkeit von Begriffen wie Moral in der Viele-Welten-Interpretation zu zeigen.
Sebastian, sein Physikerfreund, wird durch Erpressung und durch ein Missverständnis zum Mörder. Auch hier stellt sich die Frage nach der ethischen Verantwortung. Was darf ein Vater tun, um das Leben seines Kindes zu retten? Darf er auch Unschuldige opfern? Die Schuldfrage hat hier noch einen Nebenaspekt: Die scheinbar ausschließlich aufgrund der Erpressung durchgeführte Tat hat durchaus emotionale Nebenaspekte, denn Sebastian hätte durchaus Grund zur Eifersucht auf das Opfer, das mit seiner Frau befreundet war.
Ein beachtlicher Teil der Gespräche und Gedanken der Romanfiguren kreisen um Probleme der theoretischen Physik. Von Quantenmechanik ist die Rede und vom Wesen der Zeit. Insbesondere wird die von der Romanfigur Sebastian vertretene sogenannte Viele-Welten-Interpretation der Quantenmechanik diskutiert. Diese von Hugh Everett entwickelte Interpretation besagt, dass für jede Möglichkeit des Universums eine eigene Welt entstehe, dass also jede mögliche Aktion im Universum geschehe und zugleich nicht geschehe. Der Physiker Stephen Hawking schreibt diesbezüglich:

„Da das Universum ständig würfelt, um zu sehen, was als nächstes geschieht, hat es nicht nur eine einzige Geschichte, wie man denken könnte, sondern jede irgend mögliche Geschichte, jede mit ihrer eigenen Wahrscheinlichkeit. Es muß eine Geschichte des Universums geben, in der Belize bei den Olympischen Spielen alle Goldmedaillen gewonnen hat, obwohl die Wahrscheinlichkeit dieser Geschichte eher gering ist.“

Brigitte Helbling weist in ihrer Rezension auf die umfangreiche literarische Rezeption physikalischer Grundbegriffe von Thomas Pynchon bis zu Michel Houellebecqs Elementarteilchen hin. Im Unterschied zu Juli Zeh hätten sich viele Autoren aber nicht wirklich mit der Physik auseinandergesetzt. Dass dies zu teilweise schwer verständlichen Passagen zur Welt der theoretischen Physik führe, hält Helbling für diese Materie für unvermeidlich.
Ein Nebenthema ist ein Medizinerskandal in Freiburg, in den auch das Mordopfer des Romans scheinbar verstrickt wird. Dieses Thema dient aber doch eher als falsche Fährte und wird am Ende des Romans beiläufig aufgeklärt.

## Literarische Form
Juli Zeh setzt sich mit Schilf mit der Gattung des Kriminalromans auseinander, auch wenn sie selbst die Frage der Form herunterspielt.

„Ich habe erst, seitdem das Buch erschienen ist, kapiert, dass Krimis eine eigene Gattung sind. Dass mein Buch einen Kommissar hat und vom Plot her ein Krimi ist, war für mich kein großer Schritt. Auch meine vorherigen Romane waren in gewisser Weise kriminalistisch, es ging fast immer um begangenes Unrecht, um einen moralischen Grenzfall und um den Versuch, das Weltengleichgewicht durch Aufklärung wieder herzustellen.“

Sie gibt an, sich nur in der Jugend intensiver für Krimis interessiert zu haben und damals auch eher für die trivialen Al-Wheeler-Krimis von Carter Brown und dies vor allem aus sexuellem Nebeninteresse. „Bücher-Magazin: Diese schwarz-gelben Taschenbücher aus dem klapprigen Drehständer in der Bahnhofsbuchhandlung? Juli Zeh: Ja, ja, genau die. Geniale Sachen. Mein Vater hat die gesammelt. Gelesen habe ich das aber vor allem, weil da immer Sex vorkam. Heißer Stoff! Heute würde ich wahrscheinlich verstehen, dass das ironisch ist. … Damit habe ich mich aufgeklärt.“ An den meisten Krimis störe sie, dass man beim Lesen ohne Abwege der Auflösung des Falls folgen müsse, „ständig das Zielkreuz vor der Nase habe.“
Ihr Ansatz, die eigentliche Kriminalgeschichte zum Vehikel für die Vorstellung wissenschaftlicher Fragen oder kultureller und historischer Phänomene zu machen, ist durchaus nicht neu. Auch das Konzept, den Mord als Experiment erscheinen zu lassen, erinnert wie der vom Tode gezeichnete, geniale Kommissar an Dürrenmatts Klassiker Der Richter und sein Henker. Auch die Selbstreferenz des Textes durch wertende Kommentare des Autors zum eigenen Schreiben ist als literarisches Stilmittel bekannt.
Dennoch gelingt es Zeh, literarisch eine eigenständige Form zu entwickeln. Ein Baustein sind die überraschenden und originellen literarischen Bilder. Als Beispiel sei die Schilderung Freiburgs als Ort der Handlung aus dem Eingangskapitel zitiert.

„Es liegt da, als wäre es eines Tages vom Himmel gefallen und den angrenzenden Bergen bis vor die Füße gespritzt. Belchen, Schauinsland und Feldberg sitzen im Kreis und überschauen eine Stadt, die nach Zeitrechnung der Berge vor etwa sechs Minuten entstanden ist und trotzdem so tut, als hätte sie schon immer da unten am Fluss mit dem komischen Namen gelegen. ‚Dreisam‘. Wie Einsamkeit zu dritt.“

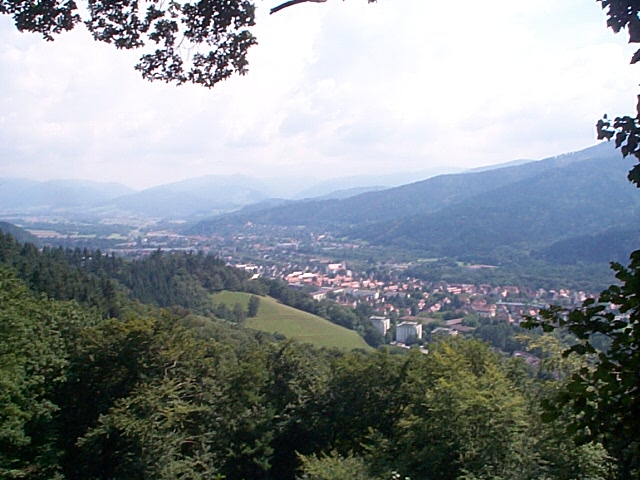
Freiburg von den Bergen aus gesehen

Alexandra Mangel macht in ihrer Kritik diese Stilelemente, „die Gedankenspiele, ... die klare Konstruktion, ... die – mal geschliffen kühle, dann wieder blumig wuchernde – Dandy-Ästhetik und ... die groteske Überzeichnung der Figuren“ zum Maßstab, ob ein Leser Zehs Buch mag und zieht sogar – wie Wiebke Porombka – den Mann ohne Eigenschaften von Robert Musil zum Vergleich heran.
Juli Zeh sieht ihren sprachverliebten Stil durchaus selbstkritisch: „Ich verstehe, dass mein Stil viele nervt.“ Dennoch: Obwohl der naturwissenschaftliche Kontext sie zu einer Reduktion von Sprachspielen gezwungen habe, sei ihr Hauptinteresse die „Potenz von Sprache“. Normalerweise gehe sie noch viel „barocker, ausschweifender und dreister mit Metaphern um“.

## Rezeption
Juli Zehs Konzept, mit den Kernfiguren des Romans auch zwei wissenschaftliche Konzepte miteinander zu konfrontieren, stößt nicht nur auf Zustimmung.

„Schon für ihren letzten Roman, Spieltrieb, hat Juli Zeh eine Form gewählt, die nun auch ihrem ersten Krimi zugrunde liegt. Eine Figurenkonstellation – in Spieltrieb war es das perfide Spiel, das zwei Internatsschüler mit ihrem Lehrer treiben – wird aufgebaut, um – in dem Fall – rechtsphilosophische Fragen an ihr durchzuspielen. Ein Verfahren, das ihr viel Kritik eingebracht hat: Die FAZ ätzte, Zeh ginge es wohl ‚nach der höchsten Punktzahl und den meisten Praktika auch noch darum, den dicksten, anspielungsreichsten und prophetischsten Roman ihrer Stufe zu schreiben‘. Auch in Schilf belastet Juli Zeh ihre Figuren mit einem schweren Überbau und erschließt sich eine weitere Disziplin mit Anspruch auf Welterklärung – die Physik.“

Alexandra Mangel sieht die Schwäche des Romans darin, dass die physikalischen Theorien weniger zum Konstruktionsprinzip des Romans werden als zum stetigen Redethema der Figuren, die sich in immer neuen Dialogen und inneren Monologen damit beschäftigten. Die Figuren werden dadurch aus Sicht von Mangel nicht zu lebendigen Menschen, sondern bleiben „hochbegabte Probanden in einer Versuchsanordnung“. Zehs Versuch, dem Genre „Standardkrimi“ zu entkommen, wertet Mangel als gescheiterten Versuch, mit den Werkzeugen des Genres zu spielen, bei dem Zeh „gleich den ganzen Werkzeugkasten demontiert und jedes einzelne Werkzeug mit Fragezeichen verziert“.
Auch Sigrid Löffler erscheint der Roman als „komplizierte Versuchsanordnung“. Sigrid Löffler sieht aber, anders als FAZ und Alexandra Mangel, das literarische Experiment als geglückt an:

„Was bei Spieltrieb literarisch schiefging (die verstiegen ausgedachte Konstruktion des Ganzen), funktioniert bei Schilf sehr gut: abseitig konstruierte Plots mit verwegen ausgedachten Mord-Komplotten sind ja in Kriminalromanen durchaus am Platze und stören nicht. Dahinter steht natürlich die Liebesgeschichte zweier Männer: Oskar will Sebastian für sich, Sebastian aber liebt seinen Sohn mehr als er Oskar liebt, und das kann dieser nicht aushalten.“

Die Glaubwürdigkeit der beiden Physikerfiguren ist ein zentrales Thema der Kritiken. Bernhard Fetz sieht in Oskar das „Klischeebild vom genialen, arroganten und seine Umwelt verachtenden Superforscher“, während er Sebastian als Gegenfigur für komplexer konstruiert und damit für interessanter hält.
Juli Zeh erklärt zur Kritik an ihren Figuren, die einigen Rezensenten als stark holzschnittartig erscheinen, sie habe die beiden Physikerfiguren aus einem binären Schema entwickelt.

„Im Grunde sind das zwei Facetten derselben Figur. Oskar hat alle schwarzen und alle Kopf-Eigenschaften bekommen und Sebastian alle hellen und gefühlsbetonten.“

Dagegen seien ihre Polizisten Rita und Kommissar Schilf eher „Comic-Figuren“, hätten „etwas Groteskes und Satirisches“. Zugleich kennzeichnet sie ihren vom Tode gezeichneten Kommissar als einen literarischen Topos, da das Genre Kriminalroman eng mit den Themen Tod und Vergänglichkeit verkoppelt sei.
Dennoch fällt der Kritik ins Auge, dass Juli Zehs „Figuren, auch in ihren vorherigen Romanen, stets Sonderbegabungen und Ausnahme-Talente sind“. Den beiden genialen Physikern, von Kindheit an von der Dummheit der Welt gesonderten Hochbegabten, steht der ebenso geniale Kommissar Schilf gegenüber, wenngleich dieser auch eher meditativ und unkonventionell an strategische Fragen herangeht. Die Gattin Sebastians glänzt zwar weniger durch Intellekt, aber doch durch kulturelle Kompetenz und umwerfende Schönheit. Die Kritik koppelt dies regelmäßig mit Juli Zehs „Image einer Sonderbegabung, sogar einer Streberin“.

„Der Qualität des Buches als Kriminalroman dient dies nur bedingt. Für den Kriminalroman zählt eine Coolness, die Zehs Eifer für Komplexitäten abgeht. Wäre dieser Roman ein Schuljunge, er säße in der vordersten Reihe und würde sich unentwegt melden. Die Meisterstimmen des Genres hingegen – Charles Willeford, Jim Thompson, Patricia Highsmith – gleichen weit häufiger den Lümmeln in der hinteren Bank, die sich mit Radiergummis bewerfen und trotzdem im entscheidenden Moment die Antwort wissen – um sie, wenn ihnen danach ist, auch ganz einfach zu verweigern.“

Brigitte Helbling nimmt in ihrer Rezension auch den metaphernreichen Stil Juli Zehs ironisch aufs Korn.

„Gülden glänzt ein Strauß aus bunten Verben, beseelt tasten, blicken und dösen Baum, Berg und Straßenlaterne – der Eingang zu Juli Zehs neustem Roman ist ein Städtebild wie aus einer Folge von ‚Sandmännchen‘. Die Stadt ist Freiburg. Die Idylle ist da, um zerstört zu werden.“

Ähnlich sieht auch Bernhard Fetz die Metaphorik als teilweise missglückt, sieht einen zu starken „Willen zur Literarisierung“.

„Von Anbeginn an forciert Juli Zeh zu stark. Ihre sprachliche Gewandtheit verleitet sie immer wieder zu einer Sprache, die aus der guten Beschreibung ins schlechte Pathos und in den Kitsch kippt. Daran krankt dieser Roman wie schon seine Vorgänger. Regelmäßig gehen mit Juli Zeh die poetisch geschmückten edlen Metaphernpferde durch: Da tragen Laternen ‚Röcke aus Licht‘, ein Sommerabend riecht nach ‚einem Wind, der hoch am Himmel mit Schwalben jongliert‘, ‚Teller husten Curry auf die Tischdecke‘.“

Juli Zeh gibt an, ihre schrägen Metaphern bei der Arbeit am Roman bereits deutlich reduziert zu haben. Sie habe dazu eine Fassung des geschriebenen Textes auf Tonband gesprochen und dabei pathetisch klingende Stellen reduziert.

## Bühnenfassung
Die Uraufführung einer Bühnenfassung des Romans fand am 13. Dezember 2007 unter der Regie von Bettina Bruinier am Münchner Volkstheater statt. Für die Textfassung war die Regisseurin und die Dramaturgin Katja Friedrich verantwortlich.
Für ihre Inszenierung wurde Bettina Bruinier mit dem Stern des Jahres der Münchner Abendzeitung ausgezeichnet. Die österreichische Erstaufführung erfolgte 2012 am Wiener KosmosTheater unter Regie von Esther Muschol.

## Ausgaben
- Juli Zeh: Schilf. Roman. Schöffling, Frankfurt 2007, ISBN 3-89561-431-9; btb, München 2009, ISBN 978-3-442-73806-9

## Hörbuch
- Schilf. Lesung. Mit Tatja Seibt. Bearbeitung Petra Meyenburg. Regie Gottfried von Einem. Eine Produktion von MDR Figaro. 6 CDs. DAV, Berlin 2007, ISBN 978-3-89813-687-7

## Film
Der Roman wurde im Mai bis Juni 2011 in Weimar, Jena, Erfurt und Umgebung sowie in Genf von Claudia Lehmann verfilmt. Die Hauptrollen spielten Mark Waschke und Stipe Erceg. Der Film wurde ab dem 8. März 2012 in deutschen Kinos gezeigt. Das mit 800.000 Euro geförderte Werk wurde von 10.000 zahlenden Besuchern gesehen und im Januar 2015 auf Einsfestival HD gezeigt.